# Capasa venusa
Capasa venusa är en fjärilsart som beskrevs av Swinhoe 1894. Capasa venusa ingår i släktet Capasa och familjen mätare. Inga underarter finns listade i Catalogue of Life.